# Jacques Moliner (rugby à XIII, 1967)
Pour les articles homonymes, voir Jacques Moliner.
Pas d'image ? Cliquez ici

a Compétitions nationales et continentales officielles uniquement.

b Matchs officiels uniquement.
Jacques Moliner, né le 29 janvier 1967 à Ax-les-Thermes en Ariège, est un joueur de rugby à XIII.

## Biographie
Il fait ses premiers pas à l'âge de 15 ans avec l'US Foix XV, puis en rugby à XIII à Vernajoul (Ariège) dont ont été également issus les internationaux Lilian Hébert, Claude Sirvent et Christophe Moly. Il est international Cadets dès la saison 1982-1983.
Il effectue sa carrière au sein de Lézignan, de Pamiers et du XIII Catalan. Il est le premier français à évoluer dans le championnat de Nouvelle-Galles du Sud en Australie au sein de Penrith, à 70 km de Sydney, en 1987.
Il joue ensuite à nouveau pour Pamiers.
Fort de ses performances en club, il est un joueur régulier de l'équipe de France dont il est capitaine dès les Juniors puis Espoirs (vainqueur des Colts Britanniques). Durant la saison 1988-89, il est vainqueur de la Papouasie-Nouvelle-Guinée, pays où le XIII est le sport majeur, avec l'équipe de France à Carcassonne. Il est élu par la presse internationale 4e joueur mondial au poste de 3e ligne.
En 1989-90, il participe à l'équipe de France qui l'emporte à Leeds contre les Lions Britanniques et, lors de la tournée de l'équipe de France en Australie, avec 3 essais en 4 matches, il est meilleur marqueur avec Cyril Pons. Il est élu par la presse Internationale 3e joueur mondial au poste de 3e ligne.
Il prend sa retraite sportive à seulement 25 ans. Il aide à la fin des années 90 le club de Foix XIII à se hisser en Nationale II en tant que dirigeant et joueur.
En 2020, il est agent d'assurances à Saint-Girons (Ariège) et président du Comité départemental de Rugby à XIII de l'Ariège.
Son fils Cyril Moliner (1990) est également treiziste, deuxième ligne à Saint-Gaudens, Toulouse puis depuis 2015 à nouveau Saint-Gaudens.

## Palmarès
- Collectif :
- Championnat de France Élite 2 :
  - Vainqueur : 1 (1989)[4]